# ネアンデルタール博物館

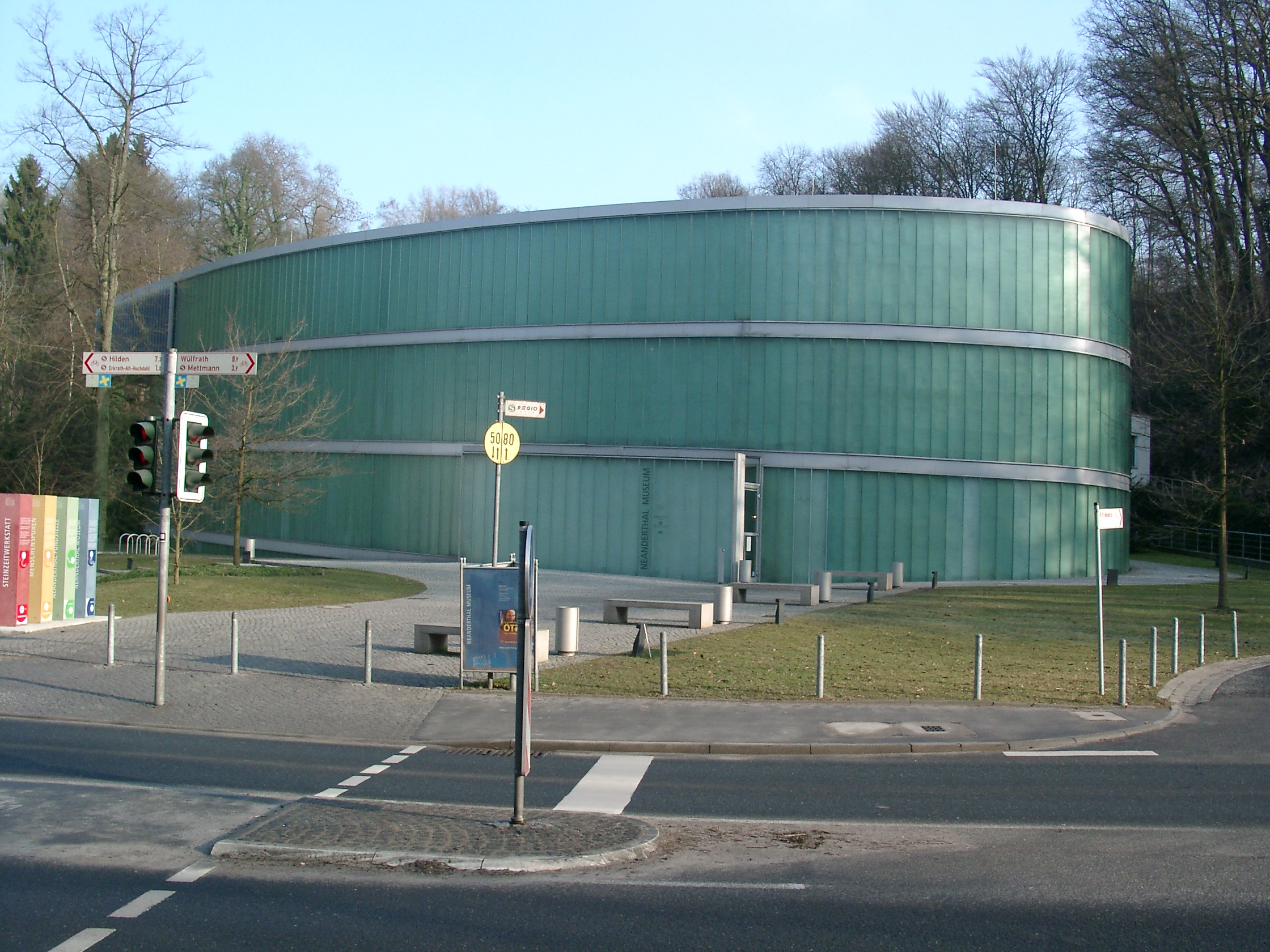
ネアンデルタール博物館

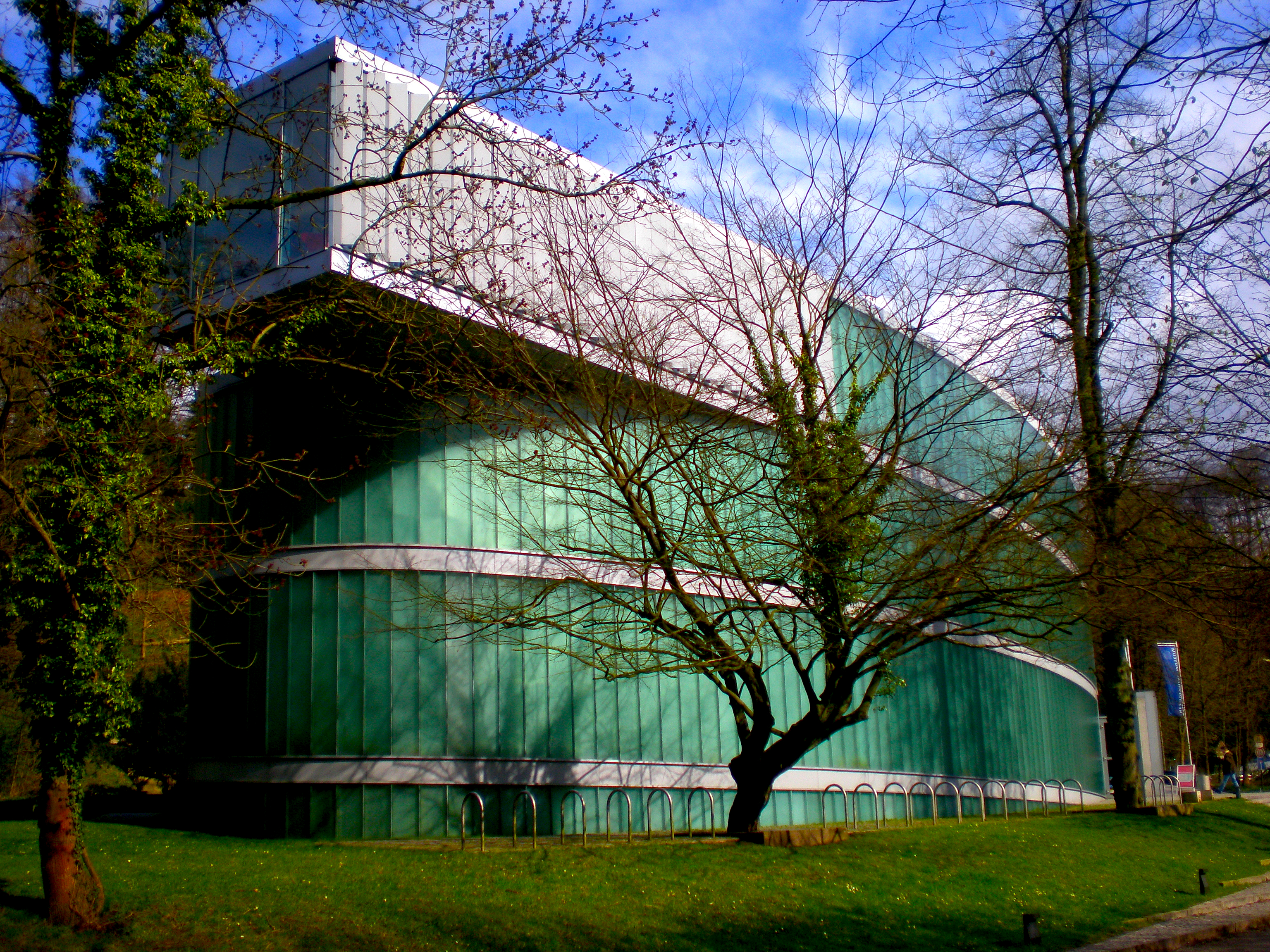
ネアンデルタール博物館

ネアンデルタール博物館（ネアンデルタールはくぶつかん、Neanderthal Museum）は、ドイツのメットマン（en:Mettmann, Germany）というドイツの西側に位置する都市に所在する博物館である。最初にネアンデルタール人の骨が発見された場所である。ネアンデルタール人に関する展示を行っている博物館である。

## 関連
- ネアンデルタール人
- クラピナ

## リンク
- Neanderthal Museum
- Stone Age Workshop at the Neanderthal Museum
- ウィキメディア・コモンズには、ネアンデルタール博物館に関するカテゴリがあります。